# Georgios Kyprios
Georgios Kyprios, auch Georgios von Zypern (griechisch Γεώργιος ὁ Κύπριος, geboren in Lapithos), war ein byzantinischer/oströmischer Geograph am Anfang des 7. Jahrhunderts.
Außer seiner Schrift sind zu Georgios Kyprios keine Informationen überliefert. Das Werk ist eine geographisch geordnete, teils mit Erläuterungen versehene Liste von annähernd 600 Städten, Siedlungen und Befestigungen des Byzantinischen Reiches, die unter dem Titel Descriptio orbis Romani von Heinrich Gelzer ediert wurde. Sie liegt in einer kurz vor der Mitte des 9. Jahrhunderts redaktionell überarbeiteten und ergänzten Fassung vor, die vermutlich auf den Armenier Basileios von Ialimbana zurückgeht. Dessen Beitrag ist heute unter dem Namen Notitiae episcopatuum Ecclesiae Constantinopolitanae Nr. 4 bekannt.
Im Stile des von Hierokles aus dem 6. Jahrhundert erhaltenen Synekdemos erfolgt die Gliederung des Georgios nach zivilrechtlichen Verwaltungseinheiten, den Diözesen und Eparchien. Im Gegensatz zu Hierokles, dessen Synekdemos als eine Art „Reisebegleiter“ für Dienstreisen nur das östliche Herrschaftsgebiet erfasste, berücksichtigte Georgios auch den Westen mit Italien und Afrika, die am Anfang seiner Liste stehen. In diesem Zusammenhang überliefert er etwa für die Eparchie Annonaria im Nordosten Italiens wichtige Anhaltspunkte für die Grenze des byzantinischen Einflussbereichs gegenüber dem dort etablierten Langobardenreich. In Zeile 1105 bietet er zur Stadt Lapithos die Information, dass er, Georgios der Kyprier, der das Buch verfasst habe, dort geboren worden sei.

## Ausgaben
- Heinrich Gelzer: Georgii Cyprii Descriptio orbis romani, accedit Leonis Imperatoris Diatyposis Genuina adhuc inedita. Teubner, Leipzig 1890, S. 1–56 (Kommentar), 84–124 (Ausgabe) (Digitalisat).